# Созина, Светлана Алексеевна
Светла́на Алексе́евна Со́зина (Фёдорова; 1936—2016) — советский и российский историк, этнограф, кандидат исторических наук (1968), специалист по истории Латинской Америки и испанской колонизации Америки, исследователь таких индейских племён древней Америки, как чибча-муиски, инки, автор книг «Муиски. Ещё одна цивилизация древней Америки», «На горизонте — Эльдорадо!», «Тупак Амару — великий индейский повстанец», а также около 60 опубликованных научных работ.

## Биография
Светлана Алексеевна родилась в Москве 18 февраля 1936 года в семье служащего. Отец, Фёдоров Алексей Сергеевич, работал бухгалтером, мать Терентьева Екатерина Андреевна была домохозяйкой. В семье было ещё двое детей: старший брат Владимир и младшая сестра Инна. Семья жила в московском районе Таганка, в Товарищеском переулке.
В 1953 году Созина С. А. окончила Московскую женскую среднюю школу № 423 с серебряной медалью. В том же году она поступила в МГУ им. Ломоносова, на исторический факультет, отделение этнографии.
В 1958 году, закончив МГУ с дипломом с отличием, Светлана Алексеевна работала старшим лаборантом кафедры этнографии Исторического факультета МГУ и училась в аспирантуре при той же кафедре до 1963 года. С 1963 по 1967 годы она работала старшим референтом Иностранного отдела редакции газеты «Известия».
С 1967 года перешла работать в систему Академии наук СССР младшим научным сотрудником Института истории, а затем Института Всеобщей истории АН СССР.
В 1968 году Созина С. А. получила Учёную Степень Кандидата исторических наук, защитив диссертацию на тему: «Социальный строй и культура древнеиндейской цивилизации чибча-муисков (Колумбия) в середине XVI века».
В 1969 году была опубликована её первая книга «Муиски. Ещё одна цивилизация древней Америки». Эта монография — первая в советской историографии, обобщающая работа о социально-экономических институтах муисков Колумбии в доиспанский период.
В 1972 вышла книга под названием «На горизонте — Эльдорадо! Из истории открытия и завоевания Колумбии». В поисках Эльдорадо многие поколения конкистадоров, путешественников и ученых открыли, обследовали и описали необозримые пространства Южной Америки. В книге на материалах старинных испанских хроник и других исторических документов воссоздана яркая история этих увлекательных поисков, а также рассказано о культуре и обычаях индейского народа муисков в Колумбии.
В 1982 году эту книгу перевели на испанский язык и издали на Кубе.
С 1972 по 1983 годы Светлана Созина трижды выезжала с семьёй (с сыном Сергеем и дочерью Юлией) в длительные командировки в Болгарию, куда направляли её мужа, Созина Г. П. служащим Торгового представительства в г. Софии. Там она вела активную общественную деятельность и продолжала свою научную исследовательскую работу.
В 1974 году была переведена на болгарский язык и издана книга «На горизонте — Эльдорадо!»
В 1979 году была написана и издана в СССР книга «Тупак Амару — великий индейский повстанец» — первое в советской литературе документированное исследование о жизни и деятельности Тупак Амару. В 1983 году этот труд перевели на болгарский язык и издали в Болгарии.
Созина С. А. в совершенстве владела английским, испанским и болгарским языками. Переводила фильмы и статьи. Вернувшись в СССР, с 1983 по 2000 годы — служила старшим научным сотрудником в Институте Всеобщей истории. За эти годы было опубликовано несколько работ, в том числе статьи и главы в таких научных и научно-популярных сборниках, как «История Латинской Америки», «Мифы и легенды народов мира», «История Перу с древнейших времён до конца XX века».
Награждена медалью «Ветеран Труда» (1984) и медалью «В память 850-летия Москвы» (1997).

## Избранные труды
1. Созина С. А. «Муиски. Ещё одна цивилизация древней Америки». — Академия Наук СССР, Институт Латинской Америки, Москва, 1969—201 с. — 500 экз.
2. Созина С. А. «На горизонте — Эльдорадо! Из истории открытия и завоевания Колумбии». — Издательство « Мысль», Москва, 1972—198 с. с илл. и карт. — 60 000 экз.
3. Созина С. А. «На хоризонта — Елдорадо. Из историята на откриването и завоюването на Колумбия», перевод Ангел Въргулев, Държавно издателство «Наука и изкуство», София, 1974—235 с.
4. Созина С. А. «Тупак Амару — великий индейский повстанец 1738—1781». Издательство « Наука», Москва, 1979—168 с. — 50 000 экз.
5. S.A. Sozina «En el Horizonte esta El Dorado». — Casa de las Americas, Habana, Republica de Cuba, 1982—153 c.
6. Созина С. А. «Тупак Амару. Великият индиански въстаник 1738—1781». Перевод Марии Лазаровой. — «Издателство на отечествения фронт», София, 1983—179 с.
7. РАН Институт Всеобщей Истории. Сборник «История Латинской Америки. Доколумбова эпоха — 70-е годы XIX века». II, III, V, XI главы. — Издательство " Наука ", Москва, 1991, — 520 с. — 3450 экз. — ISBN 5-02-009027-1
8. РАН Институт Всеобщей Истории. Сборник « История Латинской Америки. 70-е годы XIX века-1918 год». II глава. — Издательство «Наука», Москва, 1993—512 с. — 1000 экз. — ISBN 5-02-009063-8
9. РАН Институт Всеобщей Истории. Сборник «История Перу с древнейших времён до конца XX века». Часть I, Глава II, Часть II, — Москва, «Наука», 2000—476 с., ил. — 700 экз. — ISBN 5-02008709-2
10. Сборник « Мифы и легенды народов мира. Америка, Австралия и Океания». Долина замков. Издательство «Мир книги», Москва, 2004, ISBN 5-8405-0587-0 — 480 с. — 10 000 экз.